# Scopula delicata
Scopula delicata là một loài bướm đêm trong họ Geometridae.